# César Fauxbras
César Fauxbras, nom de plume de Kléber Gaston Gabriel Alcide Sterckeman, né à Rosendaël (aujourd'hui Dunkerque) le 30 janvier 1899 et mort à Paris le 22 août 1968, est un journaliste pacifiste, écrivain prolétarien et syndicaliste libertaire français.

## Biographie
Après son enfance dans une famille bourgeoise il s'engage comme mousse à bord de l'Armorique à quinze ans, le 2 avril 1914. Il sert sur le cuirassé Danton lors de la Première Guerre mondiale (1915-1916) avant d'être affecté sur les bases de Bizerte, Alger et Sidi Abdallah. Il ne peut résilier son engagement qu'en janvier 1921. Il reçoit son Brevet de capitaine de la Marine marchande le 25 avril 1922 au Havre.
Il se marie en juin 1924 à Marcelle Franck et s'installe en région parisienne. Le couple a une fille, Gilberte, née en 1927. Il obtient un diplôme d'expert-comptable en 1929. À partir des années 1930 et jusqu'à sa mort, il vit à Vincennes, plutôt chichement.
À partir de 1925, il tente de publier des livres, d'abord sans succès. En 1930, Max Fischer, éditeur chez Flammarion, s'intéresse à son manuscrit de Jean Le Gouin, un récit de la vie d'un marin qui est publié en février 1932. Ses romans sont basés sur son expérience personnelle (Jean Le Gouin, Journal d'un simple matelot de la Grande Guerre) ou sur des témoignages directs, comme Mer Noire, les mutineries racontées par un mutin. Son livre Viande à brûler, Journal d'un chômeur est peut-être le seul témoignage littéraire sur la vie des chômeurs pendant la crise des années 1930 en France. Présenté un moment par la presse comme le futur prix Goncourt 1935, il est rejeté par le jury.
Journaliste, pacifiste, antimilitariste, César Fauxbras publie dans L'Œuvre, Le Merle Blanc, Les Humbles de Maurice Wullens, Solidarité Internationale Antifasciste, (SIA). C'est pour une série d’articles « contre le lapinisme » et pour le contrôle des naissances, parus dans SIA, qu'il sera condamné, en octobre 1939, pour propagande anti-nataliste, ce qui lui coûte le peu d'argent que lui avaient rapporté ses livres.
Il fut aussi syndicaliste, cofondateur en 1936, du Syndicat CGT des officiers de pont de la marine marchande.
Il est mobilisé en 1939 mais la Marine, qui se méfie de lui, le fait transférer dans l'Armée de terre. Il est fait prisonnier à Ledringhem en mai 1940. Interné au Stalag XVIIA de Kaisersteinbruch en Autriche, il est libéré, en 1941, en tant qu'ancien combattant de la Première guerre.
Il cesse de publier pendant l'Occupation et ne parvient plus à faire éditer ses livres après la Libération. La Débâcle (propos, recueillis, par l'auteur, de soldats prisonniers de guerre en 1940) et Le Théâtre de l'Occupation (son journal tenu sous l'occupation) ne seront publiés par les éditions Allia qu'en 2011 et 2012, grâce à son petit-fils Anthony Freestone.

## Œuvres
- Jean Le Gouin. Journal d’un simple matelot de la Grande Guerre, éditions Ernest Flammarion, Paris, 1932 - ré-édition : éditions L’Ancre de marine, Louviers 2004, 143 p.  (ISBN 2-84141-192-3)
- Mer Noire. Les Mutineries racontées par un mutin, éditions Ernest Flammarion, Paris, 1935, 259 p. (BNF 34084835)
- Lettre ouverte à M. le ministre de la guerre sur l’incontinence oratoire dans la Grande Muette, Rouen, impr.de Vallée, 2 p. (BNF 34043023) (extrait du journal L'Œuvre, 9 novembre 1935)
- Viande à brûler, Flammarion, Paris, 1935, ré-édition : Allia, Paris, 2014, 176 p.  (ISBN 978-2-84485-812-2)
- Antide ou Les Banqueroutes frauduleuses, Éditions Flammarion, Paris, 1937, 221 p. (BNF 32095729)
- La Débâcle. Les raisons, exposées par lui-même, qu’avait au mois de mai le soldat français réserviste de ne pas vouloir mourir pour Dantzig, éditions Allia, Paris, 2011, 158 p.  (ISBN 978-2-84485-377-6)[4]
- Le Théâtre de l’Occupation. Journal 1939-1944, éditions Allia, Paris, 2012, 222 p.  (ISBN 978-2-84485-430-8)[5]
- Le Fétiche de mon oncle Archie (nouvelle) in : Les Plus belles histoires de mer, (textes recueillis par Marcel Berger) Émile-Paul, 1940 et SEGEP, 1951.
- Textes inédits : Le Corsaire boiteux (qui devait s'insérer entre Jean Le Gouin et Mer Noire) ; Pourquoi la Marine a trahi (étude sur l'idéologie de la Marine Nationale depuis le début du XXe siècle jusqu'à l'Occupation).

## Sur l’auteur
- (en) Matt Perry, Memory of war in France, 1914-45. César Fauxbras, the voice of the Lowly, Basingstoke, Palgrave-MacMillan, 2011, 259 p. (ISBN 978-0-230-59441-8)[6]
- Anthony Freestone, « Postface », dans La Débâcle, Allia, 2011
- Anthony Freestone, « Notice biographique », dans Le Théâtre de l'Occupation, Allia, 2012
- Anthony Freestone, « Postface », dans Viande à brûler, Allia, 2014
- Philippe Petit, « Les coulisses de l'Occupation », Marianne,‎ 24 avril 2012 (lire en ligne).
- Jean-Baptiste Bruneau, « Jean Le Gouin : témoin de la Grande Guerre sur mer ? », dans Martin Motte (dir.), Guerre et littérature : T. II. De 1914 à nos jours, Paris, Éditions de l'École de guerre, 2019, p. 139-178.

## Notices
- Dictionnaire des anarchistes, « Le Maitron » : notice biographique.
- Dictionnaire international des militants anarchistes : notice biographique.